# Shaila Dúrcal
Shaila de los Ángeles Morales de las Heras (Madrid; 28 de agosto de 1979), más conocida artísticamente como Shaila Dúrcal, es una cantante y actriz hispano-filipina. Ha vendido más de 200 mil álbumes en España y 30 mil en México.

## Biografía
Es hija de los cantantes Rocío Dúrcal y Antonio Morales. Es hispano-filipina, ya que al igual que su padre es mitad española y filipina.Su hermana es la actriz Carmen Morales; tiene otro hermano llamado Antonio Fernando, quien de pequeño se codeó con el mundo de la música en el dúo Antonio y Carmen.
Cuando terminó sus estudios de secundaria en Madrid en 1997, comenzó a estudiar canto y danza en la capital española para desplazarse en 1999 a Miami, Florida a continuar sus estudios hasta 2001. Posteriormente acompañó a su madre, Rocío Dúrcal, en las últimas giras que realizó por Latinoamérica y Estados Unidos, participando en los coros sobre el escenario. Fue en México donde su madre la dio a conocer y la puso en contacto con su propia compañía discográfica, Antonio Blanco, Presidente de BMG México, firmó un contrato con la joven en 2001. 
En diciembre de 2005, tuvo que interrumpir en México la grabación de su segundo disco tras el agravamiento del cáncer de útero que padecía su madre ya que este se había extendido a los pulmones y tuvo que regresar a Madrid para estar con ella y su familia. Tras el fallecimiento de su madre el 25 de marzo de 2006, pasó momentos difíciles pero volvió al estudio de grabación a continuar cantando en un disco homenaje a Rocío Dúrcal, que pretendía que fuese una sorpresa a su madre y que, lamentablemente, no pudo disfrutar. Rocío Dúrcal iba a grabar un disco de dúos junto a distintos jóvenes artistas masculinos como Luis Miguel, Alejandro Sanz, David Bisbal, Enrique Iglesias, Ricardo Arjona, Chayanne, Juanes, Luis Fonsi, Ricky Martin o Alejandro Fernández, pero no se pudo cumplir por su fallecimiento; y Shaila manifestó su deseo y empeño de que esto se hiciera realidad gracias a las posibilidades que ofrecen las nuevas tecnologías digitales.
El 12 de abril de 2008 se casó con Dorio Ferreira en Acapulco.

### Carrera musical
Editó un primer disco solo en México, donde no obtuvo éxito. Su propio nombre Shaila (Sony-BMG México), sirvió de título para este lanzamiento que fue publicado el 25 de mayo de 2004 y fue producido por Kiko Cibrián. Incluye canciones de diversos autores como Rudy Pérez, Claudia Brant, Kike Santander o Roberto Livi. El disco fue grabado durante los meses de noviembre de 2003 y marzo de 2004 entre San Diego, California y Miami, Florida con grandes medios de producción, lo que le hacía presagiar un buen lanzamiento. Con un estilo pop y R&B. El primer sencillo fue Perdóname, en homenaje a su padre, el cantante Junior. La decepción por el escaso eco del disco en México fue tan grande que la compañía discográfica anuló el lanzamiento que iba a realizar por Latinoamérica, Estados Unidos y España, no llegándose a publicar en estos países. Esta compañía discográfica canceló el contrato con la cantante y desde finales de 2004, tuvo que comenzar de nuevo en la industria haciendo audiciones ante productores, dando sus frutos a mediados de 2005 con un nuevo contrato, esta vez con EMI Music México.
En su segundo disco Recordando (Emi Music México), producido por Mariano Pérez y Jorge Avendaño, versiona los éxitos que un día cantó su madre, Rocío Dúrcal. Se ha posicionado varias veces en el n.º 1 de ventas de España. Su primer sencillo fue 'No sirvo para estar sin ti'. El disco se grabó entre México, D. F., y Madrid en dos fases: entre noviembre y diciembre de 2005 y entre mayo y junio de 2006. 
Fue publicado el 8 de agosto de 2006 en México, el 5 de febrero de 2007 en España y el 3 de abril de 2007 en Estados Unidos.
Más tarde viajó a París a grabar un dueto con Charles Aznavour para un disco de este.
Además de estos dos álbumes, ha colaborado con el artista mexicano Nicho Hinojosa en la canción Te extraño del álbum Del bar a la bohemia (Sony-BMG México) publicado el 2 de noviembre de 2004 solo en México, y también ha sido una de las artistas estelares junto a Lucero, RBD, Belinda Peregrín o Ricardo Montaner, que participó en los discos de villancicos 'Navidad con Amigos 2006/2007' (Emi Music México) que fue publicado el 7 de diciembre de 2006 solo en México, cantando 'Peces en el río'. Así mismo, existe una canción en inglés inédita que no ha sido publicada, 'Sunshine and Saturday', compuesta por el legendario compositor británico Richard Daniel Roman y grabada en Barcelona.
En 2009 apostó por el género Ranchero, con el que su madre Rocío Dúrcal triunfó por todo el mundo, con el disco «Corazón Ranchero», que fue un éxito en México, en Estados Unidos y en España, por lo que decidió dedicarse al género Ranchero y al estilo Pop. 
A finales de 2010 realizó un dúo junto a David Bustamante que se tituló «No debió pasar» del disco de Bustamante «A contracorriente» que fue nominado a Disco del Año y fue Disco de Platino.
En 2011 recibió un galardón por ser ganadora de una de las dos nominaciones de Premios Texas uno de los eventos más importantes del año en EE. UU., siendo la Artista Femenina Del Año, y por recibir también una nominación al Mejor Álbum.
El 18 de agosto realizó un preoyecto en el Gibson Amphitheatre.
En 2014 viajó a Colombia para participar como asesora en la versión de La Voz Kids en el equipo de Fanny Lu.
En 2015 publicó el disco 'Shaila Dúrcal Deluxe Edition.'
Entre septiembre de 2015 y enero de 2016, participó como parte del jurado de la cuarta edición de Tu cara me suena, junto a la también cantante Lolita Flores, y a Carlos Latre y Ángel Llácer.
En el verano de 2018 perdió parte del dedo índice derecho en un accidente al morderle uno de sus perros.
En 2024, compuso el tema "Mi Amor sin Tiempo" para la telenovela del mismo nombre.